# Dôme de Chiusi
Le Dôme de Chiusi ou Concattedrale di San Secondiano est la cathédrale construite aux alentours du VIe siècle, de la ville de Chiusi dans la province de Sienne en Toscane, dédiée à San Secondiano patron de la ville et appartenant au diocèse de Montepulciano-Chiusi-Pienza.

## Histoire
Le Dôme de Chiusi a été construit aux alentours du VIe siècle et a été reconstruit à la suite des diverses guerres entre Florence et Sienne. Son style architectural est paléo-chrétien et byzantin

## Description
Le campanile distant du Dôme, situé sur la gauche est constitué par la Torre di San Secondiano construite au XIIe siècle, fortifiée et transformée en tour campanaire en 1585. Il comporte une ancienne citerne romaine dans sa base qui a servi de réservoir.
L’intérieur du Dôme est à trois nefs divisées par neuf colonnes romaines carrées surmontées d'arches semi-circulaires.
Les parois de la nef centrale sont décorés en « fausse mosaïque », œuvre d'Arturo Viligiardi. La décoration continue jusqu'à la zone absidiale où se trouvent deux chapelles, à droite la Cappella di Sant'Orsola (« Chapelle de sainte Ursule ») et à gauche la Cappella di Santa Caterina d'Alessandria (« Chapelle de sainte Catherine d'Alexandrie »).
Dans la nef de gauche se trouvent les fonts baptismaux en albâtre surmontés d'une statue de Battista di Niccolò.
Dans la nef de gauche se trouve la Cappella del Sacramento (« Chapelle du Saint-Sacrement ») où, on peut admirer un polyptyque de Bernardino Fungai représentant l'Adoration de l'Enfant et saints. Le long de la paroi de la nef, une urne en pierre contient les cendres de Santa Mustiola et sur les colonnes se trouvent six figures de saints.
Le musée de la cathédrale (Museo della Cattedrale di Chiusi) donne sur le parvis, au 7  Piazza del Duomo. Il permet l'accès aux catacombes de Santa Mustiola et de Santa Caterina.

## Sources
- (it) Cet article est partiellement ou en totalité issu de l’article de Wikipédia en italien intitulé « Duomo di Chiusi » (voir la liste des auteurs).